# I Got the Feelin' (álbum)
I Got the Feelin' é o 23º álbum de estúdio do músico americano James Brown. O álbum foi lançado em abril de 1968 pela King Records.

## Faixas
| N.º | Título                          | Duração |  |
| 1.  | "I Got the Feelin'"             | 2:32    |  |
| 2.  | "Maybe I'll Understand, Pt. 1"  | 3:15    |  |
| 3.  | "You've Got the Power"          | 2:57    |  |
| 4.  | "Maybe Good - Maybe Bad, Pt. 1" | 2:50    |  |
| 5.  | "Shhhhhh (For a Little While)"  | 2:33    |  |
| 6.  | "Just Plain Funk"               | 3:05    |  |
| 7.  | "If I Ruled the World"          | 3:24    |  |
| 8.  | "Maybe I'll Understand, Pt. 2"  | 3:15    |  |
| 9.  | "Stone Fox"                     | 3:02    |  |
| 10. | "It Won't Be Me"                | 3:37    |  |
| 11. | "Maybe Good Maybe Bad, Pt. 1"   | 2:54    |  |
| 12. | "Here I Go"                     | 3:00    |  |